# Твирдиця
Тви́рдиця (болг. Твърдица) — місто в Сливенській області Болгарії. Адміністративний центр общини Твирдиця.

## Населення
За даними перепису населення 2011 року у місті проживали 5667 осіб.
Національний склад населення міста:
| Національність   | Кількість осіб | Відсоток |
| ---------------- | -------------- | -------- |
| болгари          | 4841           | 89,1 %   |
| цигани           | 459            | 8,4 %    |
| турки            | 16             | 0,3 %    |
| інша             | 14             | 0,3 %    |
| не визначились   | 104            | 1,9 %    |
| Всього відповіли | 5434           |          |

Розподіл населення за віком у 2011 році:
Динаміка населення: